# Lethe dynsate
Lethe dynsate är en fjärilsart som beskrevs av William Chapman Hewitson 1863. Lethe dynsate ingår i släktet Lethe och familjen praktfjärilar. Inga underarter finns listade i Catalogue of Life.

## Bildgalleri

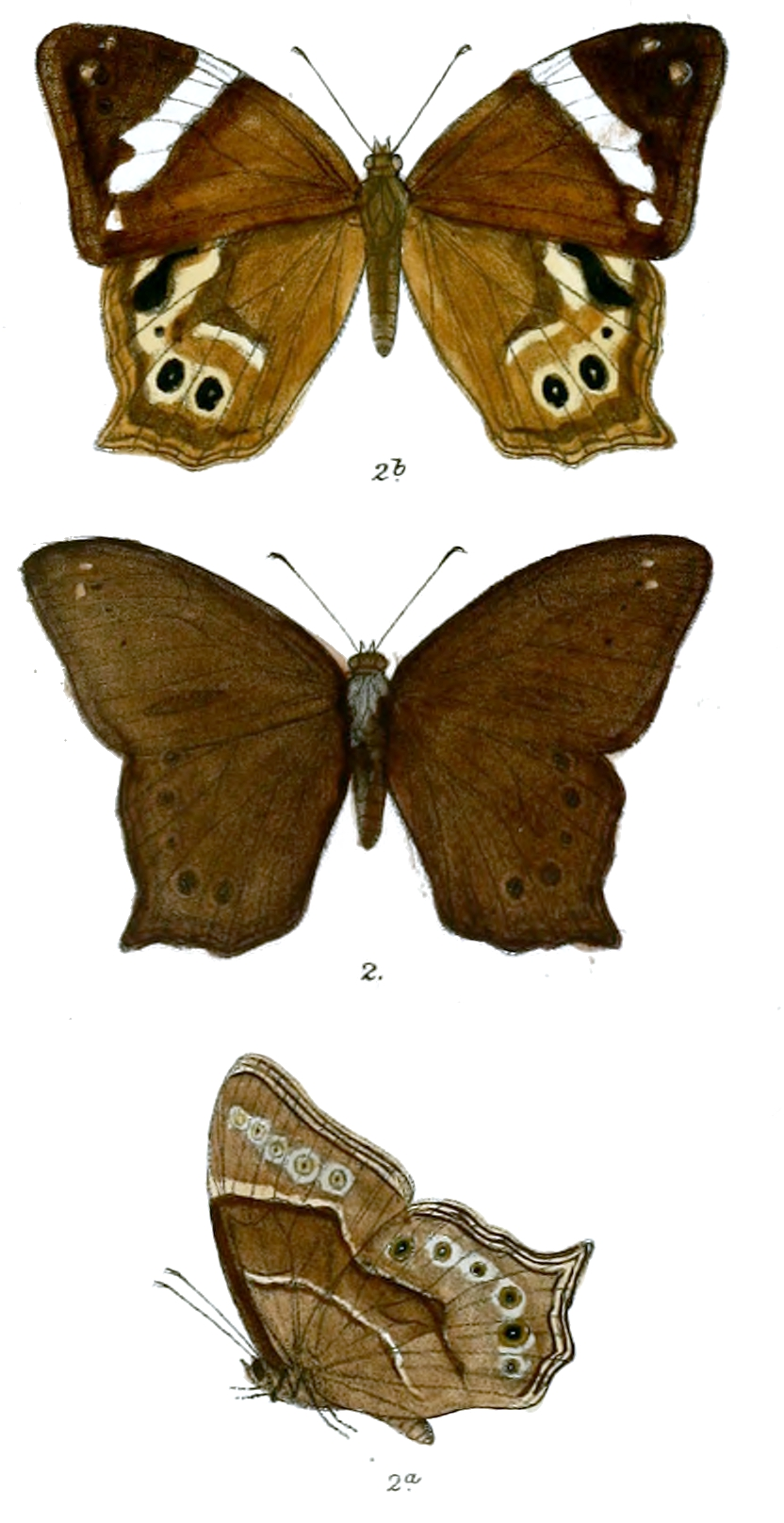
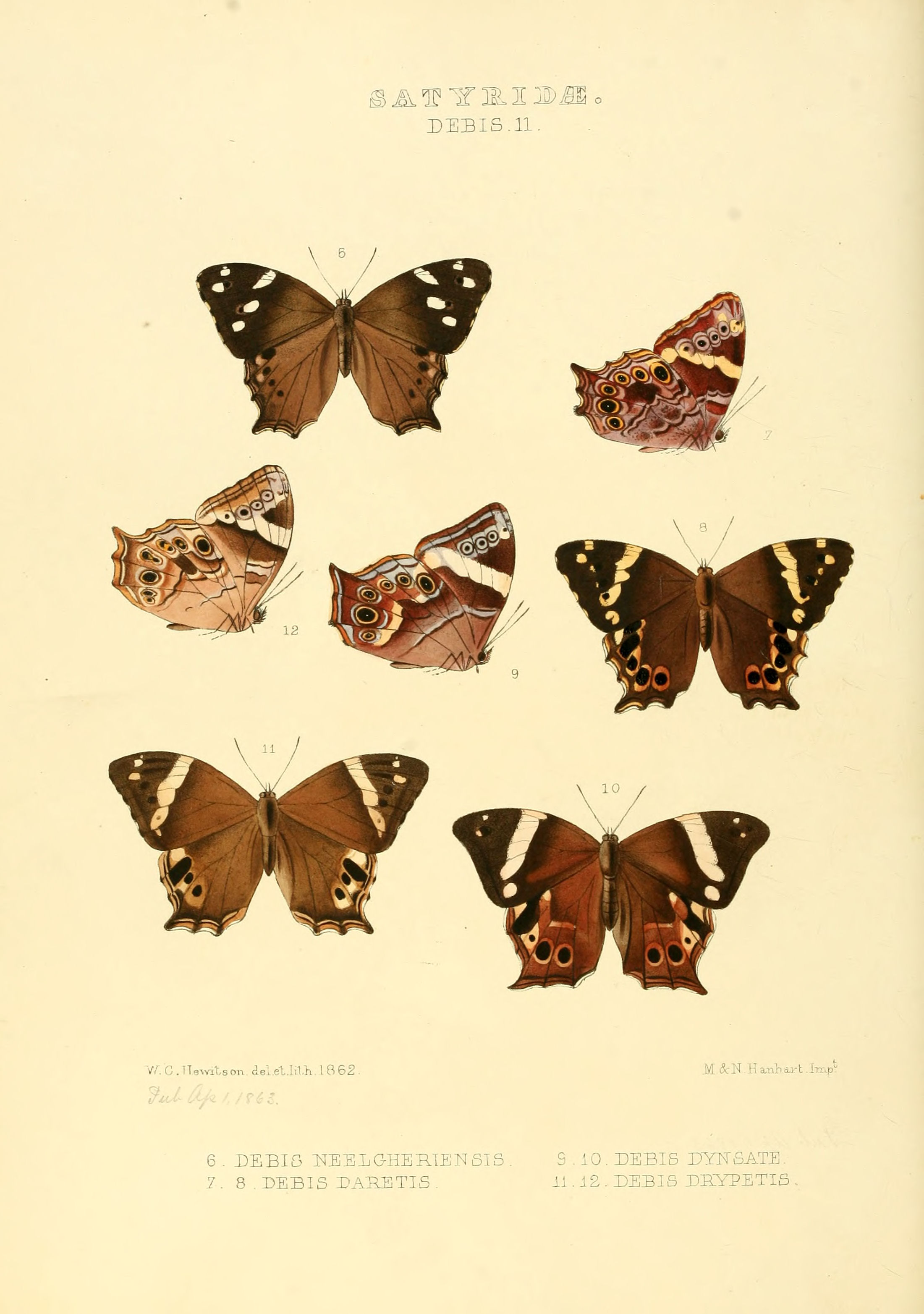
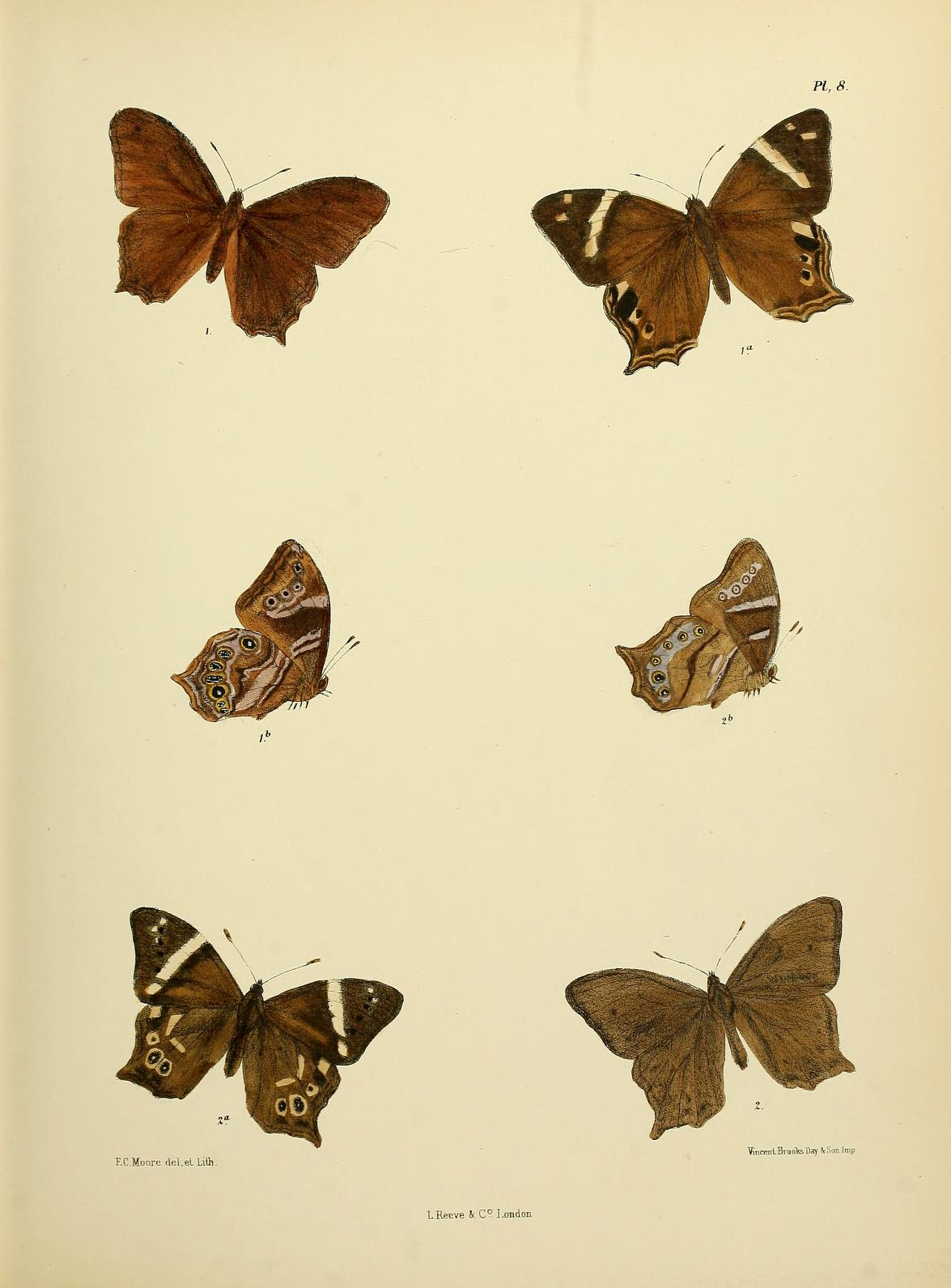
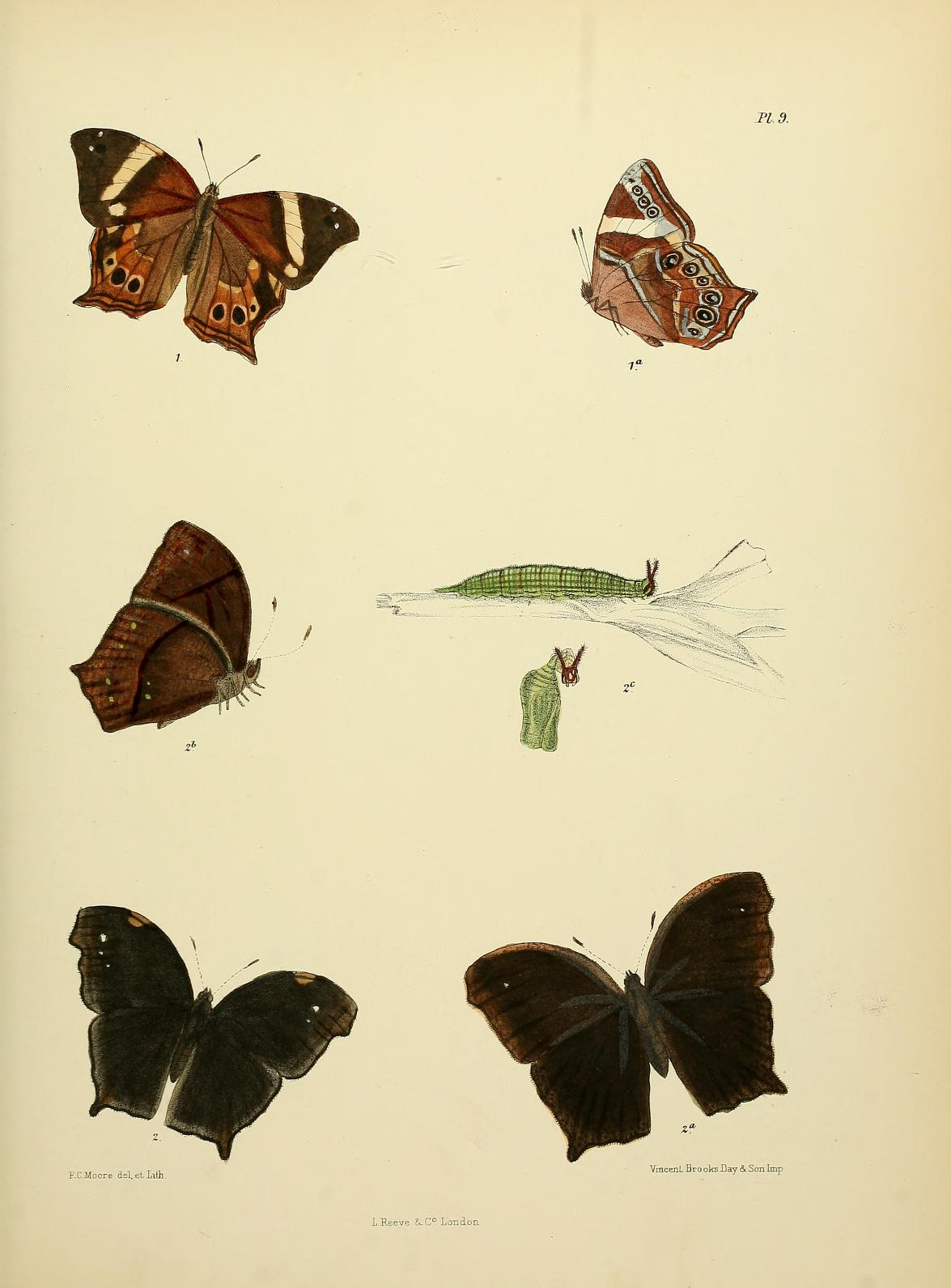